# Luís Paulo Dobreira
Luís Paulo Dobreira (Lisboa, 15 de Abril de 1982) é um cineasta português.
Autor de algumas curtas-metragens, videoclipes e vídeos para a Internet, iniciou-se com pequenas produções independentes e trabalhos como freelancer. Realizou e editou conteúdo de vídeo para a Webrain S.A. do qual se destacou o canal de TV online "PTGamers TV" do portal de videojogos PTGamers. E administrou o portal de cinema Emcena.com (Junho de 2004 a Dezembro 2008).